# Diana Arutjunowa
Diana Arturiwna Arutjunowa (ukrainisch Діана Артурівна Арутюнова; * 24. Mai 1988 in Baku, Aserbaidschanische SSR) ist eine ukrainische Schachspielerin. Sie trägt seit 2005 den Titel Großmeister der Frauen. Sie war Sportmeisterin der Ukraine und Bronzemedaillengewinner der ukrainischen Meisterschaft 2007.

## Leben und Werk
Arutjunowa spielt seit ihrem siebten Lebensjahr Schach. Ab 2007 wurde sie von Alexander Aleksikov und Vladimir Retinsky trainiert und vertrat die Stadt Simferopol. Sie gehörte zu den besten Sportlern der Stadt und erhielt ein Stipendium vom Stadtrat von Simferopol.
Ab ihrem zehnten Lebensjahr nahm sie an Kinder- und Jugendschachwettbewerben teil und wurde wiederholt Gewinnerin ukrainischer Meisterschaften. Im Jahr 2000 wurde sie Bronzemedaillengewinnerin der Weltmeisterschaft der Mädchen unter zwölf Jahren. 2003 nahm sie an der Herrenmeisterschaft der Ukraine teil und erhielt 2005 den Titel Internationaler Großmeister.
Sie wurde 2006 und 2007 Meister der Ukraine bei den Mädchen unter 20 Jahren. Ebenfalls 2006 gewann sie das Turnier der erwachsenen Frauen Galizien-2006 mit der Teilnahme von 74 Schachspielern.
2008 belegte sie als Teil der ukrainischen Nationalmannschaft den zweiten Platz im Schnellschachwettbewerb bei den First World Mind Games und verlor im Finale gegen die chinesische Nationalmannschaft. 2010 wurde sie Siegerin der ersten panarmenischen Schacholympiade in Jerewan und wurde in dem Mannschaftskader der Four Nations Chess League 2010/11 und in dem Mannschaftskader der Four Nations Chess League 2011/12 geführt.
2015 nahm sie nach einer Unterbrechung ihre sportliche Karriere wieder auf. Sie nahm 2015 am Turnier Chess Ladies Vienna teil. Sie wurde im Mannschaftskader der österreichischen 1. Bundesliga im Schach 2015/16 (Frauen) und im Mannschaftskader der österreichischen 1. Bundesliga im Schach 2016/17 aufgestellt und vertrat die Ukraine und den Schachklub Baden.
Arutjunowa studierte an der Fakultät für Management an der Tavrichesk National University. 2013 war sie Vorsitzende des Organisationskomitees des internationalen Schachturniers Sberbank Open in Kiew.